# Treinramp bij Ruinerwold
De treinramp bij Ruinerwold was een botsing van twee stoomtreinen tussen Stopplaats Ruinerwold en Station Koekange en vond plaats in de avond van 3 januari 1888. Vijf personen verloren het leven bij de treinramp.

## Omstandigheden
Het spoor tussen Station Groningen en Station Zwolle was destijds enkelsporig en werd bediend door treinen die elkaar op vooraf bepaalde stations kruisten. Een van de vaste kruisstations was halte Echten. Op de avond van 3 januari 1888 dienden hier de trein van 19.35 vanuit Groningen en de sneltrein van 20.15 vanuit Zwolle elkaar te kruisen. De trein vanuit Zwolle was echter een halfuur vertraagd, waardoor besloten werd om de treinen niet in Echten maar bij Station Koekange te laten kruisen. Dit werd later gewijzigd in een kruising bij de stopplaats Ruinerwold. Hierop vertrok de trein vanuit Groningen in Echten verder richting Koekange vervolgens naar Ruinerwold.
De stationschef van Ruinerwold ondernam door de gewijzigde kruisplaats ook actie: hij zette het sein voor de trein uit Groningen op veilig en voor die uit Zwolle op onveilig. Zowel de machinist als stoker van de trein uit Zwolle hadden het sein onveilig gemist, waardoor ze met hoge snelheid de stopplaats Ruinerwold voorbij reden. De stationschef probeerde middels lichtseinen de bestuurders te waarschuwen, hetgeen niet hielp. Van de andere kant naderde de trein uit Groningen, die al aan het afremmen was voor de stop te Ruinerwold. Op een afstand van 200 passen van de stopplaats botsten beide treinen op elkaar.
Van beide treinen werden de locomotieven in elkaar gedrukt en een aantal rijtuigen totaal vernietigd. Toch slaagde men erin alle personen binnen twee uur uit de wrakstukken te halen. Na het ongeluk werd vanuit Meppel een extra trein met geneeskundigen naar de ongevalslocatie gestuurd. Met deze trein werden de gewonden en andere passagiers naar Meppel gebracht. Bij het ongeluk kwamen vijf personen om het leven: de machinist en stoker van de trein uit Zwolle en de machinist en twee conducteurs van de trein uit Groningen.